# Абдумаликов Фатхула (Федір Федорович)
Абдумаликов Фатхула (Федір Федорович) (25.9.1921, Бухарська обл. Узбецької РСР — 23.7.2002) — ветеран Німецько-радянської війни, начальник третього відділення краснолуцького військкомату, військовий комісар міста, депутат міськради кількох скликань, почесний громадянин Красного Луча.
Став сиротою з трьох років. Виховувався в дитбудинку. Закінчив педінститут, працював викладачем.

## Військова служба
На військовій службі з 1939 р. Учасник німецько-радянської війни з 22.6.1941 р. Нагороджений орденом Вітчизняної війни, трьома орденами Червоної Зірки, медаллю «За бойові заслуги».

### У Красному Лучі
У Красному Лучі з 1946 р. Начальник 3 відділення військкомату, військовий комісар міста. Федір Федорович Абдумалік багато років очолював комітет сприяння офіцерського складу при військкоматі.
За задумом Абдумалікова створений перший військово-спортивний табір в Луганській області. При ньому військкомат отримав нову будівлю. Федір Федорович зумів мобілізувати офіцерів запасу, щоб привести будівлю у відповідність сучасним вимогам. Продумав і впровадив систему оповіщення військовослужбовців запасу, домігся найкращих показників в окрузі.
Досвід роботи Краснолуцького військкомату Міністерство оборони рекомендувало для поширення в СРСР. У місті збиралися воєнкоми усього Союзу, щоб перейняти досвід Ф. Ф. Абдумалікова.
Загальний стаж служби — 57 років. Полковник у відставці.

## Суспільна діяльність
Кандидат у члени, член міського комітету (міськкому) партії Краснолуцького міськкому КП України (1960–1970). Депутат міськради кількох скликань (1961). Голова постійної комісії міськради з питань оборонно-фізкультурної роботи (1965). Член президії міськради ветеранів.
Сприяв переведенню випуску міської газети офсетним способом. Надіслав до редакції гроші на фотоскладальну машину (1992).
Почесний громадянин Красного Луча (1998).